# Pintor de Gale

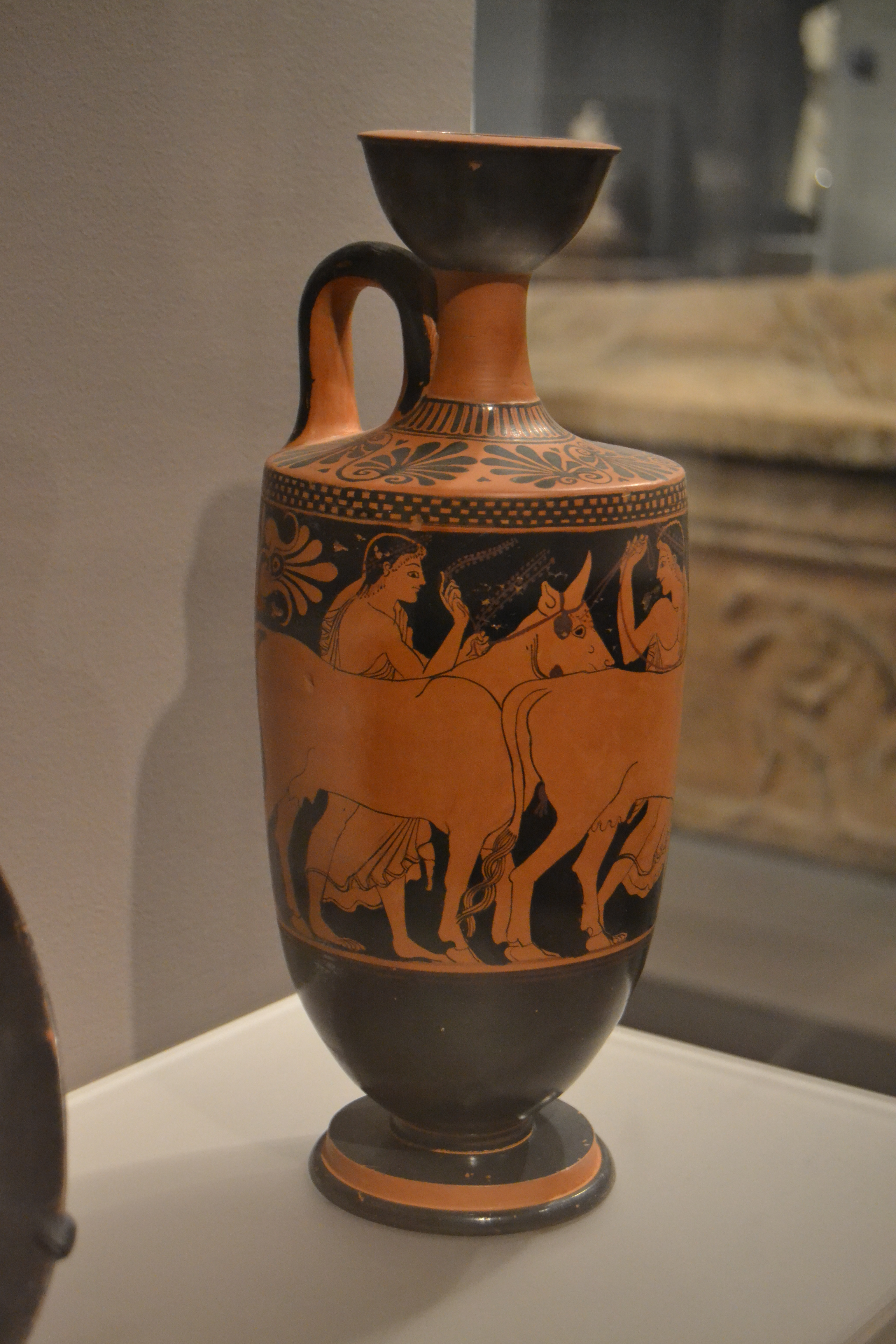
El Lécito de Boston.

El Pintor de Gale fue un antiguo pintor griego de vasos activo en Atenas en el último tercio del siglo VI a. C..
Fue representante del grupo pionero de la pintura de vasos de figuras rojas. Dado que se le atribuyen muy pocos vasos, no ha alcanzado la importancia de otros representantes del grupo, como Eufronio, Eutímides o Fincias. John Beazley reconoció el estilo individual del artesano entre las decenas de miles de vasos supervivientes de la cerámica ática de figuras rojas y ha resumido sus obras. Su nombre convenido se debe al alfarero Gale, cuyos dos vasos firmados que se conservan, dos lécitos, pintó. Además, Beazley le atribuye otro vaso, o  que más bien está muy cerca de su obra. El Archivo Beazley recoge actualmente cuatro vasos de su posible autoría. Es posible que el Pintor de Gales y el alfarero Gales fueran la misma persona. 

## Obras
1. Lécito, Museo de Bellas Artes, Boston, número de inventario 13.195, encontrado en Gela, motivo: vacas llevadas en procesión al altar del sacrificio.[1]
2. Lécito, Museo Arqueológico Regional de Siracusa, número de inventario 26967, encontrado en Gela, motivo: escena de como.[2]
3. Kílix Forma B, Galería de Arte de la Universidad Yale, New Haven (anteriormente la colección de Arndt), número de inventario 163, encontrado en Vulci, motivo: joven acostado con una tañedora de aulós.[3]
4. Kilíx Forma A, Akademisches Kunstmuseum, Bonn, número de inventario 73, motivo: ménade danzante (tondo); atribuido por Andreas Rumpf.[4]